# فانيسا غريني
فانيسا غريني (بالإنجليزية: Vanessa Greene)‏ هي منتجة تلفزيونية بريطانية، ولدت في 15 سبتمبر 1954 في لندن في المملكة المتحدة، وتوفيت في 13 ديسمبر 2017 في رانتشو ميراج في الولايات المتحدة.

## وصلات خارجية
- الموقع الرسمي
- فانيسا غريني على موقع IMDb (الإنجليزية)
- فانيسا غريني على موقع قاعدة بيانات الفيلم (الإنجليزية)